# Amore tossico
 (septembre 2020).
Pour plus de détails, voir Fiche technique et Distribution.
Amore tossico est un film dramatique italien réalisé par Claudio Caligari et sorti en 1983.    

## Résumé
Un groupe de toxicomanes romains composé de Cesare, Enzo, Roberto (Ciopper), Massimo, Capellone, Michela, Loredana, Debora e Teresa traversent leur existence, entre la plage d'Ostie et le quartier du Centocelle à Rome, en consommant de l'héroïne et en commettant de petits larcins pour se procurer leurs doses quotidiennes. Ils sont tous unis par l'espoir de pouvoir changer de vie et se désintoxiquer. Leur vie se répète inlassablement, sans avenir apparent et sans qu'aucun évènement semble pouvoir mettre fin, pour le meilleur et pour le pire, à la situation dramatique dans laquelle ils se trouvent.

## Fiche technique
- Titre original : Amore tossico
- Réalisation : Claudio Caligari
- Scénario : Claudio Caligari, Guido Blumir
- Photographie : Dario Di Palma
- Montage : Enzo Meniconi
- Musique :
- Pays d'origine : Italie
- Langue originale : italien
- Format :
- Genre :
- Durée : 90 minutes
- Dates de sortie :
  - Italie : 1983

## Distribution
- Cesare Ferretti : Cesare
- Michela Mioni : Michela
- Enzo Di Benedetto : Enzo
- Roberto Stani : 'Ciopper'
- Clara Memoria : Teresa
- Dario Trombetta : Pappone
- Loredana Ferrara : Loredana
- Mario Afeltra : Mario
- Fernando Arcangeli : Debora
- Mario Caiazzi : Ciccione
- Gianni Schettino : 'Er Donna'
- Silvia Starita : Psicologa
- Faliero Ballarin : Capellone (non crédité)
- Erminio Bianchi Fasani : Uomo in Auto (non crédité)
- Antonio Calò : Uomo in Ospedale (non crédité)
- Dolores Calò : Donna in Ospedale (non créditée)
- Maria Galleoni : Madre di Mario (non créditée)
- Massimo Maggini : Massimo (non crédité)
- Patrizia Vicinelli : Pittrice (non créditée)

## Article annexe
- Psychotrope au cinéma et à la télévision